# Propalaehoplophorus
Il propaleoploforo (gen. Propalaehoplophorus) è un mammifero xenartro estinto, appartenente ai glittodonti. Visse nel Miocene inferiore - medio (circa 20 - 12 milioni di anni fa) e i suoi resti fossili sono stati ritrovati in Sudamerica. 

## Descrizione
Questo animale doveva essere molto simile ai successivi giganteschi glittodonti del Pliocene e del Pleistocene, come Glyptodon e Panochthus, ma la sua taglia era di molto inferiore. L'animale intero non doveva raggiungere il metro di lunghezza, e il punto più alto del carapace era alto poco più di 50 centimetri. 

### Carapace
La corazza dorsale era formata da file trasversali di placche, ma erano ancora presenti, lungo i margini laterali e quello anteriore, due o tre file di placche embricate che indicavano una leggera flessibilità. L'ornamentazione delle placche consisteva in una grande figura centrale di forma ovale, circondata da una fila di figure periferiche poligonali. Il carapace era corto e bombato, con 19-20 file trasversali sulla linea mediana, che diventavano 27 sui bordi laterali a causa di due biforcazioni. Le placche sono dotate di solchi netti, ma poco profondi, e le figure centrali sono generalmente piane, anche se leggermente rigonfie nella parte posteriore. Erano presenti pori piliferi piccoli, situati nei punti di origine dei solchi radiali. La coda era protetta da cinque o sei anelli mobili, seguiti da un tubo osseo solido, corrispondente probabilmente a quattro anelli saldati insieme; il tubo si interrompeva bruscamente, ed era chiuso posteriormente da una placca irregolare.

### Scheletro

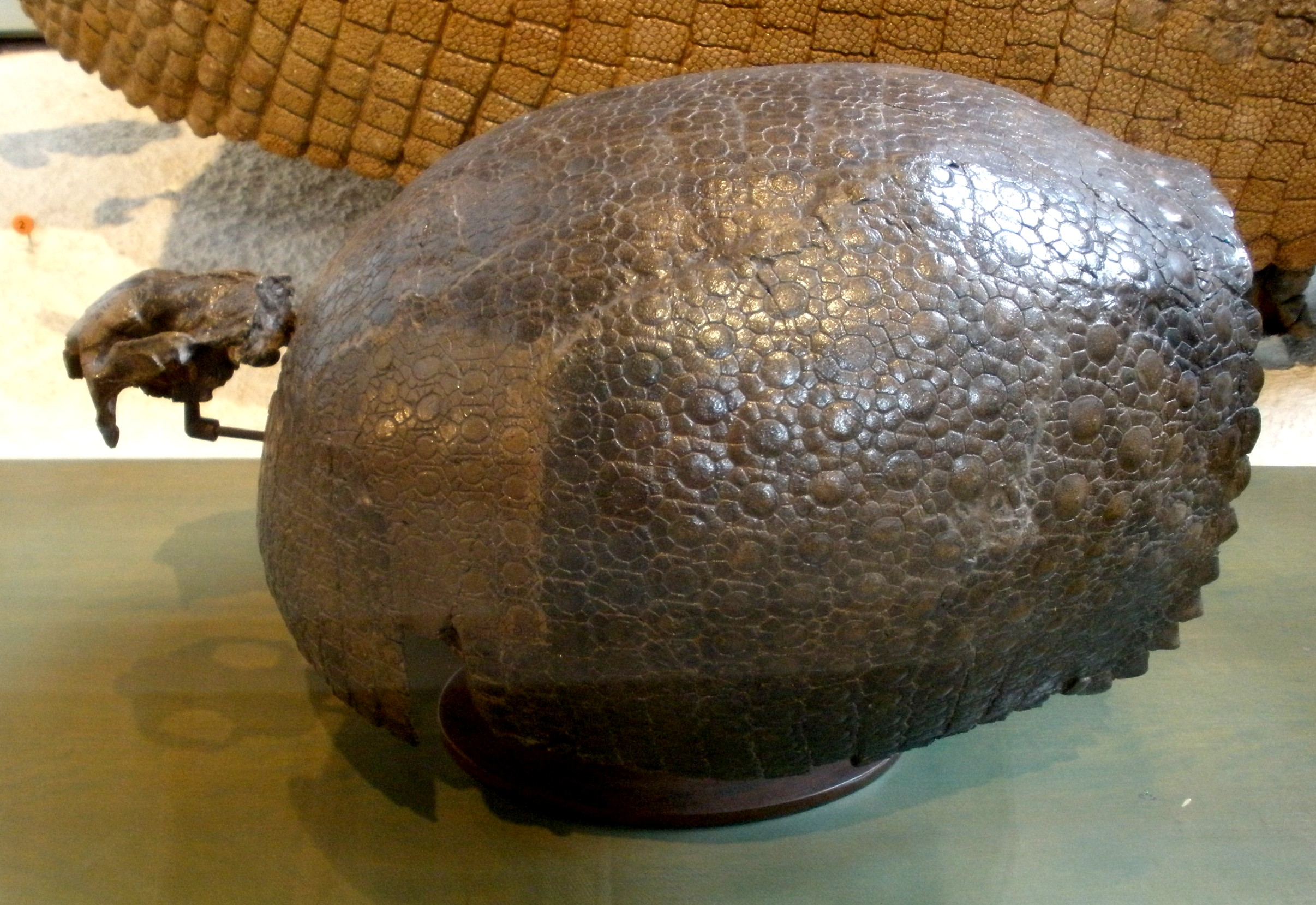
Cranio e carapace di Propalaehoplophorus minor

Il cranio era stretto, ma già dotato dei caratteristici processi ossei discendenti al di sotto della zona dell'orbita, tipici dei glittodonti. Era presente uno scudo cefalico costituito da 28-29 placche irregolari, tutte separate fra loro, dall'ornamentazione che richiamava quella del carapace ma meno marcata. I denti non erano ipsodonti quanto quelli dei glittodonti successivi, e la loro forma era meno simmetrica: i lobi erano più allargati nella parte esterna. I denti anteriori erano ancora semplici. È stato osservato in alcuni esemplari che sul premascellare e nella parte anteriore della mandibola erano presenti due o tre fossette, forse corrispondenti a incisivi rudimentali caduchi. Il muso era ancora relativamente allungato, e la cresta sagittale e quelle occipitali erano nette. 
La colonna vertebrale, invece, aveva già acquisito la forma arcuata e il grado di fusione vertebrale tipico dei glittodonti più recenti. Le zampe posteriori erano molto più lunghe di quelle anteriori, e il femore era simile a quello degli armadilli, lungo e relativamente snello. Il piede era pentadattilo e già dotato di dita tozze e larghe, simili a quelle di Neosclerocalyptus. La scapola era ancora relativamente alta e stretta, mentre l'omero era snello come quello degli armadilli, e conservava una cresta deltoide ben sviluppata, così come quella per il supinatore, e un grande forame entepicondilare. La mano era ancora dotata di artigli appuntiti.

## Classificazione

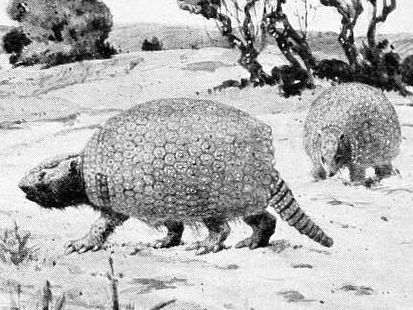
Ricostruzione di Propalaehoplophorus australis

Il genere Propalaehoplophorus venne descritto per la prima volta da Florentino Ameghino nel 1887, sulla base di resti fossili ritrovati in terreni della fine del Miocene inferiore in Argentina; la specie tipo è Propalaehoplophorus australis, ben nota per vari ritrovamenti in diversi giacimenti miocenici. Un'altra specie ben conosciuta è P. minor, sempre dell'Argentina. 
Propalaehoplophorus è il membro più conosciuto dei Propalaehoplophorini, il gruppo comprendente i glittodonti arcaici meglio noti, il cui scheletro mostra ancora le caratteristiche "da armadillo". Propalaehoplophorus è il genere eponimo di questo gruppo e trae il suo nome dal genere Palaehoplophorus, che a sua volta deriva da Hoplophorus, un altro genere di glittodonti molto più recente.